# ココナッツファイバー

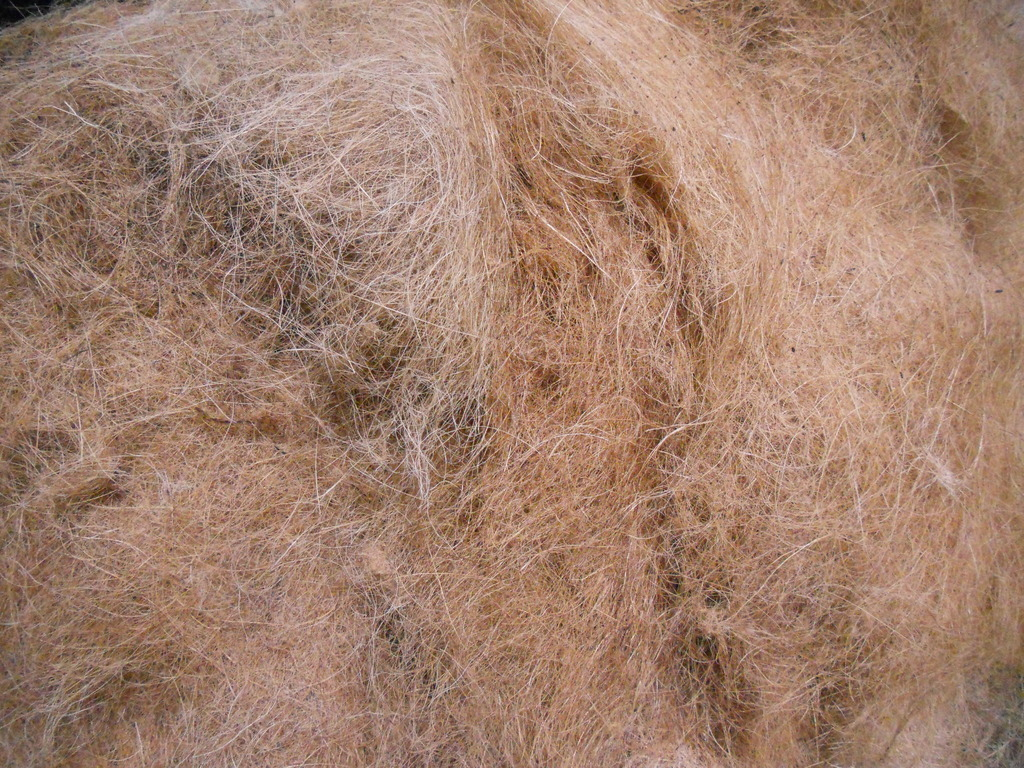
近接撮影したココナッツファイバー

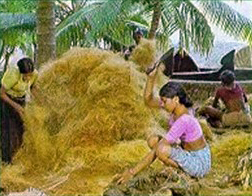
分離作業

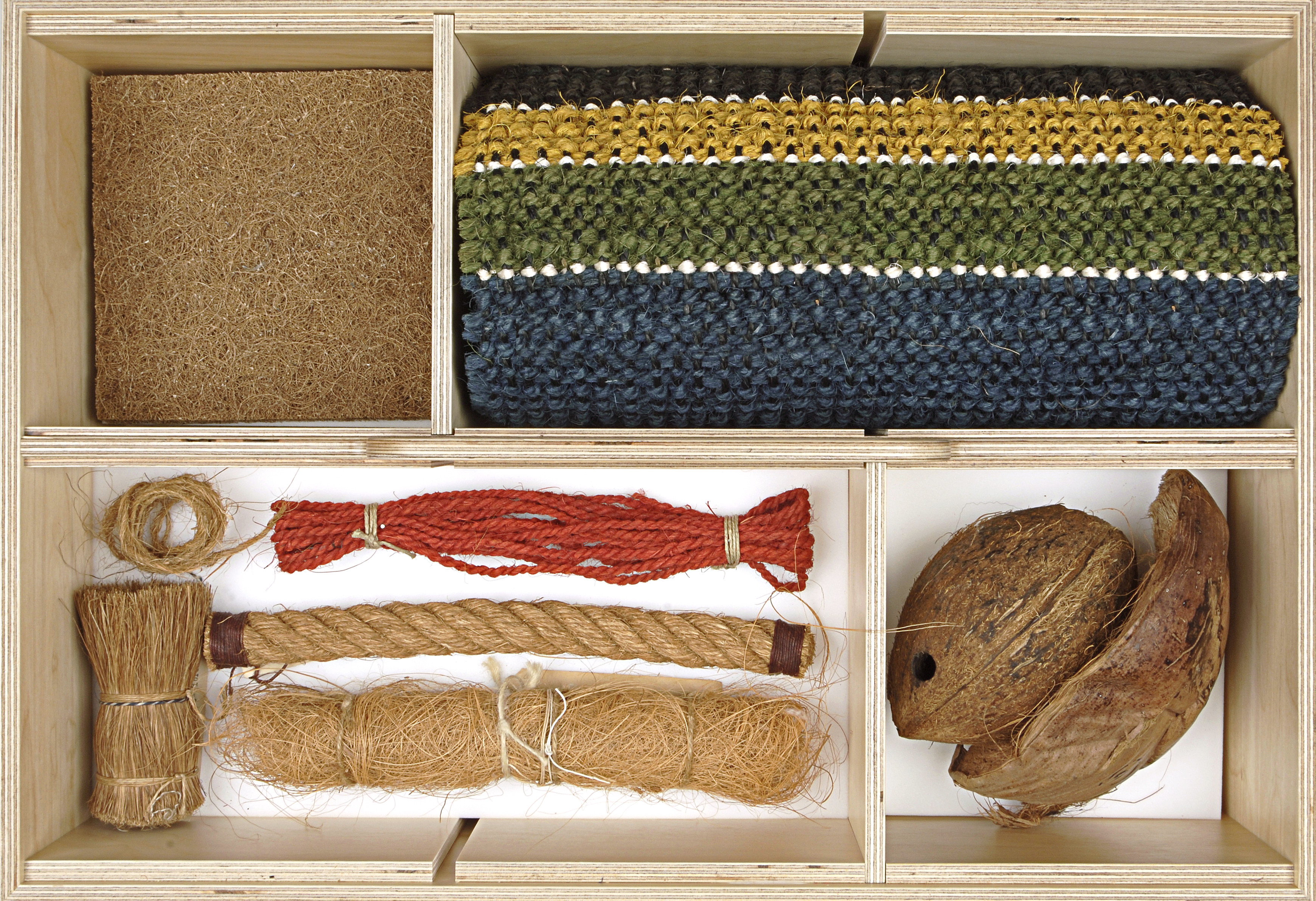
様々に加工されたココナッツファイバー

ココナッツファイバー（英語: coconut fibre）は、ココナッツの果皮から得られる植物繊維である。用途としては、ブラシ、フロアマット、マットレス、ロープ、網、より糸に使われる。多くの場合、ココナッツから摂れるコプラ油の副産物である。英語でココナッツファイバーを意味するCoir（コイヤー、コイア）はマラヤーラム語で縄を意味するkayarを語源としている。

## 歴史
11世紀のアラブの作家は、船のロープや索具に大量に使われていたとしている。19世紀後半にイギリスで産業化され、床マットなどの生産が行われた。

## 製法と用途
製法と用途
ココヤシの完熟果皮を川や海の浅瀬に数か月浸漬し、板の上で叩いて褐色の繊維を採取する。断熱材や包装材としても使用される。
未熟果皮で同様の手順を行った場合、白色の繊維が得られ、縄にしたものはコイヤーヤーンと呼ばれる。セイロン島などでは結束紐、塩水に強いことから漁網、日本では海苔の胞子との結着が良いことから養殖網として重用される。
園芸
水苔などの代用や、マッシュルームの基質に使われる。
メキシコのココナッツコイヤーには、植物病原菌に対する生物学的防除剤として作用する有益な菌類アスペルギルス・テレウス（Aspergillus terreus）のコロニーが多数含まれていることが判明している。

## アレルギー
ココナッツファイバーや、その処理に使われる薬剤はアレルゲンである。